# Marietje Schaake
Maria Renske (Marietje) Schaake (wym. [mɑˈritʃə ˈsxaːkə]; ur. 28 października 1978 w Lejdzie) – holenderska polityk, posłanka do Parlamentu Europejskiego VII i VIII kadencji.

## Życiorys
Studiowała sztuki wyzwolone na Wittenberg University w Ohio oraz socjologię i amerykanistykę na Uniwersytecie w Amsterdamie. Po ukończeniu studiów pracowała jako konsultantka.
W wyborach w 2009 została wybrana na posłankę do Parlamentu Europejskiego z listy Demokratów 66. W PE przystąpiła do grupy Porozumienia Liberałów i Demokratów na rzecz Europy oraz Komisji Kultury i Edukacji. W 2014 uzyskała reelekcję na kolejną kadencję, zasiadając w tym gremium do 2019. W tym samym roku powołana na dyrektora do spraw międzynarodowych w Cyber Policy Center na Uniwersytecie Stanforda.